# Бабушкін Яків Зіновійович
Яків Зіновійович Бабушкін (нар. 3 червня 1907, Харків — пом. після 1977) — радянський графік, оформлювач, режисер, художник кіно.

## Біографія
Народився 21 травня [3 червня] 1907 в Харкові. У 1922—1923 роках навчався в студії при клубі імені ІІІ Інтернаціоналу в Харкові у І. Ш. Казарновського; у 1928—1932 роках — на режисерському факультеті Всесоюзного державного інституту кіноматографії в Москві.
У 1927—1933 роках працював художником-оформлювачем, займався оформлювачем виставок і свят в Москві. З 1932 року працював на Центральній студії документальних фільмів як художник, а з 1945 року як режисер.
1949 року брав участь у всесоюзній художній виставці, 1950 року — у виставці радянського плаката та інших.

## Творчість
Оформив:
- кіножурнали: «Союзкіножурнал», «Радянське мистецтво», «Залізничник» (1933—1939);
- фільми — «Повітряний парад» (1949), «На арені цирку» (1951), «Дон» (1952), «Арена сміливих» (1953) та інші.

Створив документальні фільми:
- 1939 — «Київський район Москви»;
- 1939 — «Про Далекий Схід»;
- 1940 — «Початкова підготовка бійця в навчальному містечку»;
- 1940 — «Підмосковна кочегарня»;
- 1943 — «Чехословацькі частини в СРСР»;
- 1943 — «Урал кує перемогу»;
- 1943 — «Всесоюзна конференція працівників верстатобудування»;
- 1944 — «До питання про перемир'я з Фінляндією»;
- 1946 — «Партизан (Югославія) — Динамо (Москва)»;
- 1947 — «День артилерії»;
- 1947 — «XXIX-а річниця Радянської Армії»;
- 1947 — «Слава Москві (Святкування 800-річчя міста Москви)»;
- 1950 — «На річкових суднах в Арктику»;
- 1950 — «Спортсмени Радянської Армії (Всеармійського спартакіада на стадіоні Київського військового округу)»;
- 1953 — «Зустріч футболістів СРСР — Албанія»;
- 1953 — «Майстри порцеляни»;
- 1954 — «МТС в степу»;
- 1954 — «Фінські гості в Радянській країні»;
- 1955 — «Ми зустрічалися на Ельбі»;
- 1955 — «Мотопробіг дружби»;
- 1955 — «Виставка творів скульптора В. І. Мухіної»;
- 1955 — «На жаль, не новина» («Капусняк»);
- 1956 — «Принц Камбоджі Нородом Сіанук в Радянському Союзі»;
- 1956 — «Перебування парламентської делегації Індонезії в СРСР»;
- 1956 — «Мир — воля мільйонів»;
- 1956 — «Делегація Фолькетінгу Данії в Радянському Союзі»;
- 1957 — «На ярмарку в Лейпцигу»;
- 1957 — «Дар Меконгу»;
- 1957 — «Центральна студія документальних фільмів — 25 років»;
- 1957 — «Під прапором Жовтня»;
- 1957 — «На 7-й сесії Верховної Ради СРСР»;
- 1958 — «Москва будується»;
- 1958 — «Перемога на Волзі»;
- 1958 — «41-ий Жовтень»;
- 1958 — «Високе звання»;
- 1958 — «Новий день техніки»;
- 1958 — «Історія однієї агресії»;
- 1958 — «З досвіду будівництва у Франції»;
- 1958 — «Сторінки великого життя К. Маркса»;
- 1959 — «На чемпіонаті світу з баскетболу»;
- 1959 — «Ліквідація заколоту в Тибеті»;
- 1959 — «Всім серцем з партією»;
- 1959 — «Візит фінських гостей»;
- 1960 — «Спритність, краса, здоров'я»;
- 1960 — «Уроки Грюнвальда»;
- 1961 — «Свято тканин»;
- 1961 — «Кораблі піднімають прапори»;
- 1961 — «Велика рада трудівників села»;
- 1961 — «Наш новий рубль»;
- 1961 — «Перемога на велогонці світу»;
- 1961 — «На фабриці «Хохломський розпис»»;
- 1962 — «Знання — ключ до багатств землі»;
- 1962 — «На виставці в Аккрі»;
- 1963 — «І все-таки «Спартак»»;
- 1963 — «Товариш таксі»;
- 1963 — «Подвиг щоденний»;
- 1963 — «Репортаж з Солігорська»;
- 1964 — «Свято радянських військових моряків»;
- 1964 — «Дружба, перевірена часом»;
- 1965 — «Друга зустріч»;
- 1966 — «Тисяча страв»;
- 1966 — «Кілька цифр»;
- 1966 — «Люди, які живуть поруч»;
- 1967 — «Сім'я Петра Бондарева»;
- 1968 — «За Радянського Союзу. Кіноальманах № 47»;
- 1968 — «Перший комуніст планети»;
- 1970 — «Червоний стяг в Осака».

Виконав для екрану велику кількість заставок, заголовних титрів і низку плакатів.
Був режисером кіножурналів:
- «Мистецтво» (1958, 1959);
- «Піонерія» (1955);
- «Московська кінохроніка» (1956—1958);
- «Іноземна кінохроніка» (1962);
- «Новини дня» (1956,1957, 1959—1961 , 1967);
- «Радянський воїн» (1965,1968-1970, 1974);
- «Радянський спорт» (1950, 1956, 1962, 1971);
- «Радянське кіно» (1972).